# Mughiphantes beishanensis
Mughiphantes beishanensis là một loài nhện trong họ Linyphiidae.
Loài này thuộc chi Mughiphantes. Mughiphantes beishanensis được Andrei V. Tanasevitch miêu tả năm 2006.